# 内夫雷达
内夫雷达，是西班牙卡斯蒂利亚-莱昂布尔戈斯省的一个市镇。总面积28平方公里，总人口57人（2020年），人口密度2人/平方公里。